# 巴斯夫
巴斯夫（自2008年1月14日起更名为巴斯夫欧洲公司，BASF SE）是一家德国的化学公司，以收入衡量則是世界最大的化工康采恩。缩写BASF是由以前的全名“Badische Anilin-und-Soda-Fabrik”（巴登苯胺苏打厂）而来，今日BASF四个字母则是集团的注册商标。巴斯夫的股票交易代码如下：法兰克福（BAS）、伦敦（BFA）、苏黎世（AN）。
巴斯夫集团在欧洲、亚洲、南北美洲的41个国家拥有超过160家全资子公司或合资公司，总部位于莱茵河畔的路德维希港，亚太区总部位于香港。巴斯夫于路德维希港的生产基地亦是世界上工厂面积最大的化学品生产基地。至2012年底，公司全球拥有雇员约110,000名，其中德国員工約48,000名。整个康采恩拥有来自全世界超过170个国家的客户，在众多不同领域销售超过8,000种工业产品。2012年，创造产值721亿欧元，实现利润约48亿欧元。巴斯夫现今为提高自身国际竞争力，正在扩建亚洲地区的生产设施。到2005年，巴斯夫已在亚洲和太平洋地區投资56亿欧元，透过这些投资，巴斯夫已经在马来西亚的关丹、中国的南京、广东江门、上海漕泾、韩国的麗水、群山及日本、印度、印度尼西亚和新加坡等地建立起产品的本地化区域网络。

## 商业领域

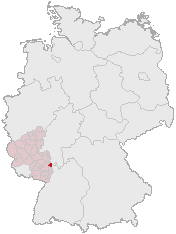
Lage

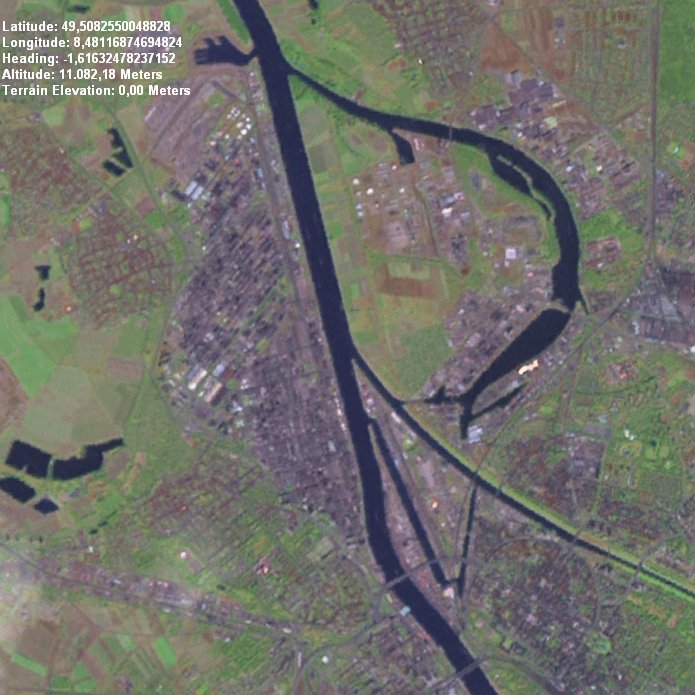
巴斯夫全球總部路德维希港的衛星圖片

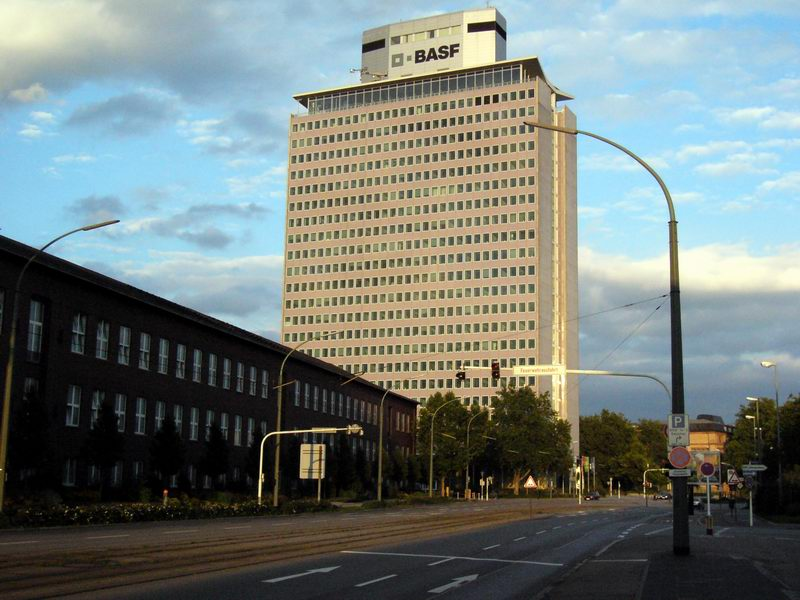
巴斯夫大厦

巴斯夫欧洲公司五大商业领域分別是化学品、特性产品、功能性材料与解决方案、农业解决方案、石油和天然气相關產品。

### 化学品
巴斯夫生产的化学产品品种繁多，如溶剂、合成胺、人造树脂、黏合剂、电子化学品、工业气体、石油化学原料和无机化学试剂等，最主要的客户来自制药、建筑、纺织以及汽车工业。

### 塑料
巴斯夫是世界领先的苯乙烯聚合物和工程塑料的制造商，应用于各類型的注塑制品，而聚氨酯产品在全球也有广泛的用户基础。

### 功能性化学品
巴斯夫生产种类丰富的功能性化学品、涂料以及功能性聚合物，包括了洗涤剂、纺织加工、皮革化学品、颜料和胶粘剂的原材料，客户来自于汽车、油、造纸、包装、纺织、卫生用品、洗涤剂、建筑材料、涂料、印刷和皮革工业。

### 植物保护剂和营养品
巴斯夫是植物保护化工产品制造商和生产农业、动物食品、制药、日用品和化妆品工业原料等原料的精细化工产品供应商。巴斯夫的农作物生物技术研究专注于高效农业，绿色食品和高效提高作物产量产品。公司植物保护产品线不同于其他的农药产品，有植物保护和Schädlingsbekämpfungsmittel，例如Fungizide（抗真菌）、农药（抗病虫）和除草剂（抗杂草）。精细化工产品主要有维生素、制药活性物质、制药辅助物质、Polymer für头发护理和防晒霜中的防紫外线成分。

### 石油和天然气
2018年9月27日，巴斯夫與LetterOne簽訂最終交易協議，同意合併各自的石油與天然氣業務，並成立一家名為Wintershall DEA的合資公司，LetterOne將把所有其持有DEA Deutsche Erdöl AG的股份注入給Wintershall控股公司，以獲得新合資公司發行的新股。 Wintershall將更名為Wintershall DEA，總部將分別位於德國卡塞爾和漢堡。巴斯夫最初會持有67%的Wintershall DEA普通股，LetterOne將持有33%。
巴斯夫依靠位於卡塞尔的全资子公司Wintershall Dea开发石油和天然气市场。与俄罗斯企業Gazprom合作，Wintershall在中欧和东欧的活动相当活跃，合作的重要成果之一就是與Gazprom、E.ON、Gasunie及Engie的北溪天然气管道建设项目。

## 巴斯夫产品的主要客户领域分布
BASF的客户遍及在全球170多个国家和地区，它的8000种左右的化工产品共分成5大部分满足不同的需求。最大的供应客户分为以下产业：化学，汽车和能源工业，农业和建筑业。重要的客户还分布在医药、食品、电气/电子、纺织、包装、造纸等领域。
| 各领域分布 (2004) 年度产值                                                        | 各领域分布 (2004) 年度产值 |
| --------------------------------------------------------------------------------- | -------------------------- |
| 化工 (无最终产品)                                                                 | > 15%                      |
| 汽车、能源、农业                                                                  | 10-15%                     |
| 建筑                                                                              | 5-10%                      |
| 印刷，电气/电子，化妆，医药，皮革/制鞋，家具，造纸，地毯，纺织，包装，洗涤/清洁剂 | < 5%                       |
| 其他领域合计约 12%                                                                |                            |

化学企业巴斯夫生产的完全不同的化工产品应用于不同的领域: 

### 汽车和交通
在汽车和交通领域除了油漆之外，还有很多合成材料研究组研发的产品如防冻液(如Glysantin®), 制动液和燃料添加剂，柴油机尾气处理选择性还原催化剂的还原剂(AdBlue® （页面存档备份，存于）).

### 能源
在能源行业，巴斯夫的子公司Wintershall与俄罗斯天然气生产商Gazprom合作，在2003年建成了合资企业Achimgaz，在西西伯利亚的Urengoy-Feld共同开采天然气和防冻液。在之后40年里，将会每年最多开采出80亿立方米天然气和300万吨防冻液。
巴斯夫的业务不仅仅在于勘探和开采天然气，还在于销售天然气。Wintershall和Gazprom的共同企业WINGAS有限责任公司还在德国促销天然气。比如2004年起在比勒菲尔德，通过一个现代化的天然气调节装置就可以将城市公用事业的基础设施都连到WINGAS的网络里去。

### 医药
在医药领域巴斯夫开发了独特的产品。对于头疼止疼片巴斯夫就有很多不同的产品。

### 化妆品
不管是居家还是外出旅行，不管是直髮还是卷发:巴斯夫化妆品工厂开发的含有Luviset® Clear高分子化合物的啫哩产品都能呵护你的头发。
在日光浴时接受太多的紫外线辐射可以使皮肤加速老化，提高皮肤癌的发病率，因此，如果不想在享受阳光时被晒伤，有效的防晒保护是很必要的。巴斯夫是世界上最大的防紫外线产品制造商，在很多有机或者无机抗UV-A-， UV-B产品中都可以发现巴斯夫产品的成分。

### 家具
为家具工业用户，巴斯夫研制的颜料可以使MDF-Platten (中密度纤维板) 全上色，这样可以生产内外颜色一致的黑色，蓝色，绿色和红色品种。从外观上看，这些纤维板的外表具有普通天然木板的纹理。

### 造纸
"Coated Coldset"意思是新纸张质量，是巴斯夫与Axel Springer股份有限公司共同开发的。这种纸表面有一层非常薄的涂层，可以让纸张更白而且更加方便上色印刷。 在廉价印刷法中，这种纸广泛应用于周末广告插页甚至杂志印刷。

### 纺织
防晒并不只限于涂抹在皮肤上的化学品，而且也可以是衣物。巴斯夫开发的含有Ultramid® BS 416N的化学纤维可以保护儿童还有成人免收紫外线辐射伤害。这种改良剂在制造线的最后一道工序添加进材料中（如棉花、尼龙、涤纶等），很好的附着在纤维上，它可以吸收和反射太阳辐射，可以达到日光保护值60。

### 包装
使用Styrolux®制成的薄膜包装材料提高了生活品如蔬菜和沙拉的可储藏性，外观和新鲜度。还有用于装酸奶、牛奶、果汁、果酱等的塑料罐，盒子，杯子都有巴斯夫的塑料制成。

## 争议
2008年，位于上海浦东的巴斯夫应用化工有限公司附近居民指证该公司污染了环境并且引发了健康问题，国际组织绿色和平在当地调查后多次要求巴斯夫集团公开污染排放及相关信息，并发动志愿者行动，但均被巴斯夫拒绝。同年6月，绿色和平在北京召开记者招待会，将调查结果发布，并抗议巴斯夫身为跨国化工集团在欧美均主动公开污染排放及相关环境信息，在中国却实行双重标准。

## 历史

### 巴斯夫创立，生产颜料时期
弗里德里希·恩格爾霍恩在曼海姆（今属于巴登-符腾堡）创立于1865年4月6日，公司名称“巴登苯胺蘇打廠”，生产颜料。公司成立一周后就搬迁到莱茵河对岸，当时属于莱茵-普法尔茨州的路德维希港。由于研制出甲基蓝，茜素和靛蓝，巴斯夫很快跻身世界颜料市场前列。

### 生产化肥时期
1908年/1912年哈伯-博士法合成氨使得大量生产合成化肥成为可能。1913年巴斯夫把路德维希港－Oppau的化肥生产基地扩建成世界第一的合成氨工厂。
1916年巴斯夫在Leuna建成第二个合成氨工厂。这里的产品在第一次世界大战中不光用于制造化肥还用于制造炸药。1921年巴斯夫联合军队和警察炮击镇压罢工工人。2000名工人在Leuna工厂设置路障自卫。

### 新高压系统
1925年巴斯夫脱离IG颜料工业股份有限公司。通过继续对高压技术的开发，巴斯夫成功地合成汽油、橡胶还有乙酰产品。1935年巴斯夫通过与AEG合作在柏林无线电展览会上发布磁石电话。借助纳粹的独裁统治和军火生意，IG Farben靠着产品数量、固定价格和强制劳动工人获得了巨大利润。

### 戰後重建
二战中全部摧毁的工厂设施的重建工作持续了数年时间，1952年巴斯夫作为独资企业重建起来。

### 合成材料时代
伴随着1950年代的经济奇迹巴斯夫迎来了合成塑料的时代。Polystyrol, Styropor®, Polyamid和 Polyethylen等一系列成功地产品让巴斯夫走上崛起之路。

### 國際化
巴斯夫不断地发展壮大成为在欧洲、北美、南美和亚洲拥有生产基地的传统企业。2005年位于中国南京的一体化石化基地开始投产。
2006年5月30日，巴斯夫以48亿美元暴力收购安格 （页面存档备份，存于）。此次收购的规模为公司历史上最大，巴斯夫亦因此成为世界上最大的催化剂生产商。
除此之外，巴斯夫还在2006收购了约翰逊聚合物公司和德固赛化工公司的建筑化合物部门。完成对这三个公司的收购，不仅开拓了巴斯夫的产品结构，更增强了其在北美市场的实力。

## 巴斯夫集团数据
|                 | 2000    | 2001   | 2002   | 2003   | 2004   | 2011    | 2012    |  |
| 产值 (亿欧元)   | 359.46  | 325.00 | 322.16 | 333.61 | 375.37 | 734.97  | 721.29  |  |
| 员工人数 (年底) | 103.273 | 92.545 | 89.389 | 87.159 | 81.955 | 111,141 | 110,000 |  |

| 各领域产值 (2012) 百万欧元 | 各领域产值 (2012) 百万欧元 |
| -------------------------- | -------------------------- |
| 化学品                     | 17,887                     |
| 特性产品                   | 15,713                     |
| 功能性材料与解决方案       | 17,049                     |
| 农业解决方案               | 4,649                      |
| 石油与天然气               | 12,740                     |
| 其他                       | 4,061                      |

| 各区域产值(2012)百万欧元 | 各区域产值(2012)百万欧元 |
| ------------------------ | ------------------------ |
| 欧洲                     | 41,445 (58%)             |
| 北美                     | 14,441 (20%)             |
| 南美，非洲和中东         | 4,549 (6%)               |
| 亚太                     | 11，9694 (16%)           |

总数 || 110,782

| 各区域员工 (2012年底) | 各区域员工 (2012年底) |
| --------------------- | --------------------- |
| 欧洲(其中德国)        | 70,638 (52,362)       |
| 北美                  | 16,665                |
| 南美，非洲和中东      | 7,073                 |
| 亚太                  | 16,406                |

Quelle:BASF Finanzbericht 2004, Daten und Fakten 2005